# Mark Harbers
Markus Gerardus Jozef Harbers, detto Mark (Ede, 19 aprile 1969), è un politico olandese, membro del Partito Popolare per la Libertà e la Democrazia. Dall'ottobre 2017 al 21 maggio 2019 è stato Segretario di Stato per la giustizia e la sicurezza nel Governo Rutte III.

## Biografia
Harbers ha studiato economia all'Università Erasmus di Rotterdam. Dal 2002 al 2009 è stato membro del Consiglio comunale di Rotterdam. Dal novembre 2009 è membro della Tweede Kamer. Dal 2008 è sposato con l'internista Bart Rövekamp.
Il 21 maggio 2019 è stato costretto a dimettersi dall'incarico dopo aver fornito alla Camera le cifre della settimana precedente sul numero di richiedenti asilo criminali accusati di aver rubato e taccheggiato e di 47 capi d'accusa di aggressione e 31 presunti omicidi. Gli omicidi involontari, tuttavia, sono stati nascosti nella categoria "Altro".